# Черновицкая областная государственная администрация
Черновицкая областная государственная администрация  (укр. Чернівецька обласна державна адміністрація) — областная государственная администрация (ОГА) Черновицкой области.
В пределах своих полномочий осуществляет исполнительная на территории соответствующей административно-территориальной единицы, а также реализовать полномочия, делегированы ей соответствующей радой (советом).
Состав Черновицкой областной государственной администрации формирует её Председатель (голова). Глава назначается на должность и освобождается с должности Президентом Украины
Глава Черновицкой областной государственной администрации при осуществлении своих полномочий ответственен перед Президентом Украины и Кабинетом Министров Украины, подотчётен и подконтролен органам исполнительной власти высшего уровня.
Находится по адресу: г. Черновцы, ул. Грушевского, д. 1.

## Председатели
| Фото | Имя                                                      | Годы жизни | Начало срока     | Конец срока     | Примечания                                                  |
| ---- | -------------------------------------------------------- | ---------- | ---------------- | --------------- | ----------------------------------------------------------- |
|      | Иван Николаевич Гнатишин Іван Миколайович Гнатишин       | р. 1951    | 23 марта 1992    | 31 марта 1995   | Представитель Президента Украины в Черновицкой области      |
|      | Иван Николаевич Гнатишин Іван Миколайович Гнатишин       | р. 1951    | 11 июля 1995     | 30 марта 1996   |                                                             |
|      | Георгий Георгиевич Филипчук Георгій Георгійович Філіпчук | р. 1951    | 11 сентября 1995 | 8 мая 1998      | с 12 мая по 11 сентября 1995 года — исполняющий обязанности |
|      | Теофил Иосифович Бауэр Теофіл Йозефович Бауер            | р. 1962    | 6 июня 1998      | 29 июля 2003    |                                                             |
|      | Михаил Васильевич Романов Михайло Васильович Романів     | р. 1956    | 29 июля 2003     | 21 января 2005  |                                                             |
|      | Николай Васильевич Ткач Микола Васильович Ткач           | р. 1956    | 4 февраля 2005   | 17 мая 2006     |                                                             |
|      | Владимир Иванович Кулиш Володимир Іванович Куліш         | р. 1963    | 17 мая 2006      | 18 марта 2010   |                                                             |
|      | Михаил Николаевич Папиев Михайло Миколайович Папієв      | р. 1960    | 18 марта 2010    | 7 марта 2014    |                                                             |
|      | Михаил Васильевич Романов Михайло Васильович Романів     | р. 1956    | 15 марта 2014    | 21 марта 2014   |                                                             |
|      | Роман Степанович Ванзуряк                                | р. 1980    | 21 марта 2014    | 29 октября 2014 |                                                             |
|      | Александр Георгиевич Фищук Олександр Георгійович Фищук   | р. 1958    | 5 февраля 2015   | 23 ноября 2018  |                                                             |
|      | Михаил Викторович Павлюк Михайло Вікторович Павлюк       | р. 1984    | 23 ноября 2018   | 22 ноября 2019  | исполняющий обязанности                                     |
|      | Сергей Дмитриевич Осачук Сергій Дмитрович Осачук         | р. 1972    | 22 ноября 2019   | 11 июля 2022    |                                                             |
|      | Руслан Васильевич Запаранюк Руслан Васильович Запаранюк  | р. 1974    | 11 июля 2022     |                 |                                                             |

## Руководство
Руководство Черновицкой областной государственной администрации состоит из главы облдгосадмистрации, первого заместителя главы облгосадмистрации, заместителя главы облгосадмистрации, заместителя главы — начальника главного финансового управления облгосадмистрации, заместителя главы — руководитель аппарата облгосадмистрации.
- Председатель — Руслан Запаранюк
- Первый заместитель председателя — Атаманюк Алёна Ярославовна
- Заместитель председателя — Янков Александр Степанович
- Заместитель председателя — Грицку-Андриеш Юлия Петровна
- Руководитель аппарата — Грегоряк Юрий Васильевич